# Puig d'en Roure (Quart)
El Puig d'en Roure és una muntanya de 413 metres que es troba al municipi de Quart, a la comarca catalana del Gironès.